# Ri Kang-bom
Ri Kang-bom (* 25. April 1993) ist ein nordkoreanischer Leichtathlet, der sich auf den Langstreckenlauf spezialisiert hat.

## Sportliche Laufbahn
Ri Kang-bom bestritt 2014 in der Heimat seinen ersten Wettkampf über die Marathon-Distanz und absolvierte ihn in Pjöngjang in einer Zeit von 2:28:38 h. 2015 steigerte er sich deutlich bis auf 2:17:03 h. Im September belegte er den 17. Platz beim Peking-Marathon. Auch 2016 konnte er sich beim Marathon von Pjöngjang wieder verbessern. 2017 gewann er mit Bestzeit von 2:15:59 h die Goldmedaille bei den Nordkoreanischen Meisterschaften im Marathon. Nachdem er sich auch 2018 wieder verbessern konnte, trat Ri Ende August bei den Asienspielen in Jakarta an und konnte den sechsten Platz belegen. Anfang Dezember wurde er Vierter beim Marathon von Macau. 2019 lief er Anfang April Bestzeit von 2:11:19 und qualifizierte sich damit für die Olympischen Sommerspiele in Tokio. Ende Dezember gewann er die Silbermedaille bei den Asiatischen Marathon-Meisterschaften in China. Kurz vor dem Ziel sah er schon wie der sichere Sieger aus, musste sich allerdings mit dem zweiten Platz zufriedengeben, nachdem er einem Übertragungsfahrzeug folgte, das kurz rund 200 Meter vor dem Ziel die Strecke verließ. Seitdem hat er keinen internationalen Wettkampf mehr bestritten.

## Wichtige Wettbewerbe
| Jahr                  | Veranstaltung                 | Ort                   | Platz                 | Disziplin             | Zeit                  |
| Startet für Nordkorea | Startet für Nordkorea         | Startet für Nordkorea | Startet für Nordkorea | Startet für Nordkorea | Startet für Nordkorea |
| --------------------- | ----------------------------- | --------------------- | --------------------- | --------------------- | --------------------- |
| 2018                  | Asienspiele                   | Jakarta               | 6.                    | Marathon              | 2:23:42 h             |
| 2019                  | Marathon-Asienmeisterschaften | Dongguan              | 2.                    | Einzel                | 2:12:21 h             |

## Persönliche Bestleistungen
Freiluft
- 5000 m: 14:26,5 min, 19. April 2018, Pjöngjang
- Marathon: 2:11:19 h, 7. April 2019, Pjöngjang